# Joseph Ki-Zerbo
Joseph Ki-Zerbo (21 de junio de 1922 - 4 de diciembre de 2006) fue un historiador, profesor y político de Burkina Faso. Figura clave para el cambio de paradigma en el estudio del África negra y en el devenir político de los países africanos independizados tras la II Guerra Mundial.

## Infancia
Joseph Ki-Zerbo, hijo de Alfred Diban Ki-Zerbo y Thérèse Folo Ki, nace el 22 de junio de 1922 en Toma, en el municipio rural de San, perteneciente a la colonia francesa de Alto Volta. Su infancia se verá caracterizada por la vida en un entorno campesino, en el seno de una familia africana numerosa. Su padre, Alfred Diban Ki-Zerbo, será considerado como el primer cristiano católico del país. Gracias a esto, su hijo recibió una educación en diferentes escuelas misioneras a partir de 1933. Sin embargo, la influencia de su padre fue crucial a la hora de marcar su personalidad e intereses, comenzando en su infancia el gusto por la historia y orgullo por sus raíces africanas.

## Educación y estancia en Francia
Tras pasar por las escuelas misioneras en Torna o Pabré, pasó a la educación superior. A principios de 1940 se trasladó a Dakar, donde para costear sus gastos tuvo que ejercer como monitor de escuela primaria o como trabajador del ferrocarril local. Mientras realizaba sus estudios, participó en la fundación del periódico Afrique Nouvelle. Ki-Zerbo realizó su primer artículo para este semanario el 15 de junio de 1947, donde expresaría su sentimiento anticolonialista. Para 1949, tras haber finalizado el bachillerato con una nota lo suficientemente buena, fue becado para realizar los estudios universitarios en Francia, la metrópoli colonial. Nuestro personaje se decantó por el estudio de la carrera de Historia en la Sorbona de París, siguiendo con aquel interés que le había inculcado su padre durante su infancia. Entre sus profesores, destacan las figuras de Raymond Aron, Fernand Braudel o Pierre Renouvin entre otros. Para 1956 se licenció brillantemente en Historia, pero mientras se embarcaría en  el estudio de Ciencias Políticas en el Instituto de Ciencias Políticas de París ese mismo año, finalizando este grado en 1954.
Durante sus estudios universitarios ya se destacaría en su actividad política como cofundador de la Association des étudiants de Haute-Volta en París y miembro de la Association des étudiants catholiques, africains, antillais et malgaches. Joseph Ki-Zerbo al llegar a París en 1949 será uno de los pocos estudiantes pertenecientes a la minoría africana. Previo a su llegada, en la década de 1930, la primera generación de estudiantes africanos había inventado el concepto de “negritud”. Entre los miembros se destacan Léopold Sédar Senghor, Aimé Césaire o Cheikh Anta Diop, con el cual Ki-Zerbo tuvo relación. La influencia de las ideas de estos estudiantes marcarían su ideología política, promoviendo la cultura africana y reivindicando su valor. En 1954 publicaría On demande des nationalistes en la revista católica Tam-Tam, influenciado en gran medida por este microcosmos africano de actividad política, asociativa y cultural de los años 40 y 50 en Francia.
En la década de 1950 el contexto internacional fue una fuente de inspiración para la actividad política de Joseph Ki-Zerbo. El carisma de Kwame NKrumah a la hora de encaminar la independencia de la colonia inglesa de Gold Coast sería alabado por una intervención de Ki-Zerbo en julio de 1954 en la revista Tam Tam: 
“Por tanto, aunque mañana Nkruma desaparezca, aunque por casualidad se desvíe de su línea actual, ya ha entrado en la historia como manipulador de hombres y liberador porque contribuyó más que ningún otro a sembrar en el corazón de sus compatriotas una semilla que no muere. Les hizo probar el sabor áspero e inolvidable de esta fruta verde que es libertad.”
La independencia de Ghana del 6 de marzo de 1957 será un acontecimiento celebrado por Ki-Zerbo, afirmando que se trataba de la apertura de una nueva página para la historia de África. Llegaría a escribir que la independencia de Ghana podía ser vista como el debut de una rehabilitación de los pueblos negros de África en cuanto a la emancipación de los países europeos. Es importante mencionar que la tendencia política que más le influyó durante estos años fue el marxismo anticolonial, una ideología que mantendrá a lo largo de su vida con diferentes cambios que podrían ser vistos como más moderados.

## Vuelta a África
En 1957, una vez finalizada su etapa como estudiante, Joseph Ki-Zerbo comenzó a ejercer como profesor de historia en el liceo Pothier de Orleans, para luego pasar a ejercer en París. Sin embargo, al año siguiente obtendría un puesto en el liceo Van Vollenhoven de Dakar, por lo que decidió volver a África. Sería en Dakar donde se encontraría con su amigo Albert Tévoédjrè. Además, conocería a su esposa Jacqueline Coulibaly durante un viaje al Sudán Francés, con quien tendría cinco hijos (tres hijos y dos hijas). Jacqueline era hija de un famoso sindicalista de Malí y estaba involucrada en el movimiento obrero del país.
Al año siguiente de su llegada a Dakar, Ki-Zerbo fundaría junto a Albert Tévoédjrè el movimiento político confesional y nacionalista del MLN (Movimiento por la Liberación Nacional del África Negra). Las convicciones que defendía se basaban en el combate político por un ideal socialista y unificador de África, sin llegar al radicalismo de extrema izquierda que se estaba gestando en las colonias francesas durante los últimos años de la década de 1950. El 25 de agosto de 1958 se declara, de manera simultánea en Dakar y París, el nacimiento del nuevo partido político del MLN. El programa girará en torno a la independencia nacional y la creación de unos Estados Unidos de África, basado en un socialismo de corte panafricano. Mientras tanto, la situación en Francia estaba en una encrucijada debido al problema en Argel, lo que permitió la vuelta del General de Gaulle y  precipitó la formación de la Quinta República Francesa (5 de octubre de 1958). La conflictividad entre la metrópoli y las colonias de ultramar era tal que se organizó un referéndum constitucional para decidir sobre el estatuto de las colonias francesas en África, (28 de septiembre de 1958). 
Este momento será aprovechado por Ki-Zerbo para promover por las diferentes colonias africanas la independencia frente a Francia, a semejanza de la actuación de Kwame NKrumah años atrás. Su papel intelectual fue clave a la hora de transmitir las ideas de independencia a otros partidos políticos de otras colonias del continente africano. Por ejemplo, visitó Guinea tras el referéndum de 1958 junto a otros intelectuales afines al movimiento independentista africano. Este territorio de ultramar francés había decidido la independencia y demostraba así que una autonomía total de la metrópolis era posible. Era vista como un ejemplo de que se podía sobrevivir sin ninguna ayuda o tutela de Francia. Al año siguiente, se propuso seguir con el ejemplo de Guinea, en esta ocasión en su tierra natal de Alto Volta.

## Actividad política en Alto Volta (1960-1980)
Su implicación en la vida política le hizo volver al lugar donde había nacido y crecido. El 11 de diciembre de 1958 se proclama la República de Alto Volta. Una vez aprobada su constitución en marzo de 1959, se define como una república miembro de la comunidad francesa. No obstante, esta sintonía acabó de manera abrupta al año siguiente, configurándose como una nación independiente el 5 de agosto de 1960, con la proclamación de Maurice Yaméogo como presidente . No obstante, el nuevo gobierno pronto viró hacia el autoritarismo y la persecución de miembros influyentes de la oposición. El partido liderado por Ki-Zerbo pasaría a la  clandestinidad. Ante la amenaza de muerte, el partido MLN realizó algunos movimientos de captación  y actividades sindicalistas, incluso se realizaron congresos clandestinos en Uagadugú. Esta situación se mantuvo de manera paralela mientras la popularidad de Yaméogo fue decreciendo con el paso de los años.
El 31 de diciembre de 1965 se convocó una reunión entre los sindicatos del país. Este movimiento estuvo liderado por Joseph Oudraogo y Joseph Ki-Zerbo con el objetivo de crear una coalición política de resistencia frente al gobierno y movilizar a los sindicatos. La situación era crítica. El malestar social y la resistencia contra Yaméogo llegó a todas las capas de la sociedad de Alto Volta. El 3 de enero se reunieron miles de personas en las calles de Uagadugú para expresar su disconformidad. Finalmente Maurice Yaméogo abandonó el país en busca de asilo político en el extranjero. Con esta situación, el poder del gobierno recayó en los militares del país, que eligieron al coronel Sangoulé Lamizana, dándose así el primer golpe de Estado de la joven historia de Alto Volta. Es importante recalcar el papel determinante que tuvo Joseph Ki-Zerbo en el devenir político de su país, al igual que su mujer Jacqueline Ki-Zerbo, a la hora de movilizar a los estudiantes del país. También, este acontecimiento sirvió de precedente a la hora de establecer la relación entre la llegada al poder y la movilidad o control de los sindicatos del país. No olvidar que Ki-Zerbo mantuvo el cargo de director general de la educación nacional desde 1963 hasta 1968, presidiendo la Unión General de Estudiantes Voltaicos (UGEV).
El año 1970 se caracteriza por un aumento de las libertades políticas en Alto Volta. Se funda el periódico L’Eclair con el fin de difundir las ideas del MLN y aumentar el electorado. En este semanario Ki-Zerbo escribiría numerosos discursos con el fin de expandir sus ideas socialistas. Aunque el partido fue definido como socialista y no comunista, sufrió críticas por parte de otros partidos políticos africanos. El contexto de la Guerra Fría promovió la idea de que la Unión Soviética financiaba ciertos partidos políticos del continente africano, por lo que se estableció el rumor de que el MLN utilizaba ayuda soviética para la expansión del comunismo en Alto Volta. 
La nueva constitución, que fue adoptada tras el referéndum del 14 de junio de 1970, supuso la configuración de la Segunda República de Voltaica. Para diciembre del mismo año se convocaron elecciones. El MLN de Joseph Ki-Zerbo obtuvo ocho parlamentarios. No obstante, los militares volvieron a tomar el poder el 8 de febrero de 1974 debido a la inestabilidad política del país. Para 1977 se convoca otro referéndum sobre una nueva constitución, lo que acabaría por establecer la Tercera República Voltaica. Destacar que para las elecciones del año 1978 Joseph Ki-Zerbo presentó su candidatura a la presidencia. Sin embargo, las elecciones se decantaron por el presidente en funciones, Sangoulé Lamizana. El 1 de noviembre de 1978, Joseph Ki-Zerbo dimite de su puesto de diputado. Esta decisión viene dada de diferentes razones, pero principalmente se mostraba como un rechazo a la política estatal que se estaba viviendo en su país.
Durante estos años, Joseph Ki-Zerbo no sólo participó en la política de su país. En el año 1972 publica Histoire de l’Afrique noire, un cambio de paradigma a la hora de interpretar la historia de África tras las sucesivas independencias de la década de 1960. Por otro lado, ese mismo año es nombrado miembro del consejo ejecutivo de la UNESCO, cargo que mantuvo hasta 1978. Además, su participación en el proyecto de L’Histoire générale de l’Afrique fue mundialmente reconocida. En 1976 sería nombrado miembro y presidente de la Asociación de historiadores africanos (hasta 2001).

## Golpe de Estado, exilio y retorno (1980-1998)
Los primeros años de la década de 1980 están caracterizados por las luchas faccionales por el poder del gobierno de Alto Volta. Thomas Sankara será el líder del Consejo Nacional de la Revolución, tomando el poder el 4 de agosto de 1984. Alto Volta pasó a denominarse Burkina Faso, “Tierra de Dignidad”. La figura de Ki-Zerbo se vio muy criticada por el nuevo líder del gobierno, por lo que decidió exiliarse y evitar los ataques públicos de Sankara. Aunque Sankara fue asesinado  el 15 de octubre de 1987, la familia de Joseph Ki-Zerbo se mantuvo alejada del país hasta 1992, cuando creyeron oportuno un retorno tras haberse estabilizado la situación en el país.
Durante su ausencia, fue condenado por evasión de impuestos 1985. Además, su biblioteca privada en su domicilio de Uagadugú sería saqueada . Sin embargo, la labor intelectual de Joseph Ki-Zerbo no decreció durante su exilio. Se estableció junto a su familia en Dakar, aquella ciudad donde había estado estudiando tantos años atrás ahora era donde ejercía él como profesor. Establecido como miembro de la Universidad de Cheik Anta Diop, continuó su investigación histórica, dejando de lado su actividad política por otra más teórica. Fundó el Centro de Investigación para el Desarrollo Endógeno, uno de sus principales intereses a la hora de promover la riqueza en los países africanos. Actuaría de manera paralela en el Instituto Fundamental del África Negra (IFAN) y desde 1986 será miembro de la organización no gubernamental Alianza por un mundo responsable, plural y solidario. En 1990, en colaboración con UNESCO y UNICEF publicaría Eduquer ou Perir. Y finalmente, para 1991 se publicó su obra magna Histoire générale de l’Afrique.
En 1992, Joseph Ki-Zerbo y su familia regresaron finalmente a Burkina Faso, donde el sistema político, bajo la influencia de las convulsiones internacionales, había experimentado cambios. En Uagadugú, Ki-Zerbo se esfuerza por reformar su antiguo partido político y crea en 1993 el Partido para la Democracia y el Progreso (PDP), del que es presidente. La ideología de este partido será socialista con un fuerte componente anticomunista. En las elecciones legislativas de mayo de 1997, el PDP obtuvo el 10,1% de los votos, convirtiéndose así en el mayor partido de oposición del país. Ki-Zerbo fue elegido miembro del Parlamento, pero dimitió en 1998.

## Retiro de la vida política y reconocimiento internacional (1998-2006)
Joseph Ki-Zerbo abandonó la vida política a los 76 años de edad. Sin embargo, mantuvo su interés por la política hasta el final de su vida. Una vez dejó su cargo en Burkina Faso, Ki-Zerbo obtuvo el reconocimiento internacional por su gran labor intelectual en el ámbito de la historia africana. Aunque en 1997 ya recibe el Right Livelihood Award, para el año 2000 es galardonado con el Premio Gadafi de Derechos Humanos y de los Pueblos. Al año siguiente, se le nombra doctor honoris causa de la Universidad de Padua (Italia). 
Sin embargo, la primera década del siglo XXI también dejó sus últimas obras publicadas. En el año 2003, publica junto a René Holenstein el libro titulado A quand l’Afrique con un fuerte componente autobiográfico. Su última obra publicada sería, junto a la colaboración de Didier Ruef, L’Afrique Noir. Joseph Ki-Zerbo fallece el 4 de diciembre de 2006 en su tierra natal, Uagadugú. Su figura será recordada por su labor intelectual y su activismo político desde su juventud hasta su muerte. Se le recordará como El profesor debido a su labor docente que realizó de manera paralela desde su estancia en París. Sus estudios del África subsahariana son un punto de partida para el cambio de paradigma a la hora de observar la historia africana. Existía la necesidad de revisitar la historia de África desde un punto de vista africano, alejándose del eurocentrismo típico de los estudios del siglo XIX o principios del XX. Sin lugar a dudas, Joseph Ki-Zerbo jugó un papel clave en la historiografía africana, pero además su papel en el ámbito internacional es igual de importante. Actuaría de manera activa en las independencias africanas y su posterior desarrollo político. No olvidar tampoco su participación en organismos supranacionales como la UNESCO que permitieron la expansión de su obra por todo el mundo.
Dicho esto, Joseph Ki-Zerbo se presenta como una de las figuras clave para el estudio de África. Desde sus estudios históricos hasta su labor educativa y política durante sus años de vida. Su historia y figura serán recordadas como claves a la hora de entender el devenir histórico de los países independizados del África negra durante los años 60 del siglo XX.